# Петренко, Анатолий Григорьевич
Анато́лий Григо́рьевич Петре́нко (укр. Анатолій Григорович Петренко; род. 22 января 1969, Карловка, Полтавская область) — украинский кадровый военнослужащий, генерал-лейтенант Вооружённых Сил Украины, Чрезвычайный и Полномочный Посол Украины в Королевстве Саудовская Аравия (с 2022).

## Военная служба
Родился 22 января 1969 года в Карловке Полтавской области.
В 1986 году окончил Киевское суворовское военное училище. В том же году начал военную службу курсантом Киевского высшего общевойскового командного училища, которое окончил в 1990 году.
В 1999 году получил военное образование оперативно-тактического уровня в Национальной академии обороны Украины. В 2010 году окончил Национальный университет обороны Украины имени Ивана Черняховского и получил оперативно-стратегический уровень военного образования.
Проходил службу на должностях: командира разведывательного десантного взвода, командира мотострелкового взвода, командира разведывательной роты, начальника разведки штаба механизированного полка, командира механизированного батальона, а также на различных должностях в Командовании Сухопутных войск Вооружённых Сил Украины. Получил статус участника боевых действий при участии в составе миротворческих сил ООН в бывшей Югославии (1994—1995).
С 2007 года проходил службу в управлении евроатлантической интеграции Генерального штаба Вооружённых Сил Украины, где занимал должности от начальника отдела до начальника управления.
С 2011 года был военным представителем — советником-посланником Миссии Украины при НАТО (в г. Брюссель, Королевство Бельгия). В октябре 2013 года входил в состав делегации ВС Украины, которая провела рабочую встречу с делегацией НАТО на борту фрегата «Гетман Сагайдачный» в районе Африканского Рога (сомалийский полуостров) в рамках операции НАТО по противодействию пиратству на море «Океанский щит».
Принимал непосредственное участие в проведении АТО на востоке Украины.
В июле 2016 года возглавил Департамент военной политики, стратегического планирования и международного сотрудничества Министерства обороны Украины. Также, в 2016—2017 годах был руководителем украинской стороны Совместного центра по контролю и координации вопросов прекращения огня и стабилизации линии разграничения сторон (СЦКК, г. Соледар, Донецкая область) в рамках Минского соглашения.
С 20 декабря 2017 по 26 января 2022 года — заместитель министра обороны Украины по вопросам европейской интеграции. Член Межведомственной комиссии по политике военно-технического сотрудничества и экспортного контроля.
С 21 января 2022 года — Чрезвычайный и Полномочный Посол Украины в Королевстве Саудовская Аравия.
С 4 марта по 22 августа 2022 года Анатолий Петренко занимал должность заместителя министра внутренних дел Украины, осуществляя политическое руководство Национальной гвардией Украины.
Женат, имеет сына.

## Награды
- Медаль «За образцовую службу в Вооружённых Силах Украины» III степени
- Медаль «10 лет Вооружённым Силам Украины»
- Медаль «15 лет Вооружённым Силам Украины»
- Медаль «За добросовестную службу» I ст.
- Нагрудный знак «За доблестную военную службу Родине»
- Нагрудный знак «За достижения в военной службе» II ст.

## Воинские звания
- Генерал-майор (6 декабря 2012)[19]
- Генерал-лейтенант (5 декабря 2017)[20]